# Marmalade (softver)
Marmalade SDK је прелазна платформа софтверског развојног "kit"-а и покретач игре направљен од стране Marmalade Technologies Limited (раније познат као Ideaworks3D Limited) који садржи библиотеке фајлова, узорке, документацију и алате потребне креирање, тестирање и развој апликација за мобилне уређаје.

## Преглед
Концепт Marmalade SDK је писање једном, а покренути га било где, тако да једна кодна база се може превести и покренути на свим подржаним платформама, боље од потребе да се пише у различитим програмским језицима који користе различити API за сваку платформу. Ово се постиже коришћењем C/C++ заснован на API који делује као апстракција за основни API сваке платформе.
Језици
У зависности од купљене лиценце, Marmalade SDK подржава примену апликација на следећим платформама: Android, BlackBerry 10, iOS, LG Smart TV, Tizen, Mac OS X, Windows Desktop, Roku 2, Roku 3, and Windows Phone 8, али не и на Linux.
Главни Marmalade SDK садржи два главна слоја. Нижи ниво C API назван "Marmalade System" обезбеђује апстракцијски слој који омогућава приступ програмерима на функционалност уређаја као што је управљање меморијом, приступ датотекама, тајмери, умрежавање, методе уноса (нпр акцелерометар, тастатура, екран осетљив на додир) као и аудио-видео излаз. "Marmalade Studio" је C++ API који обезбеђује већу функционалност на нивоу углавном фокусирану на подршку за 2D(нпр. битмапирано руковање, фонтови) и 3D графички рендеринг (нпр. 3D мрежни рендеринг,  анимације костију). То укључује прошириви систем управљања ресурсима и HTTP умрежавање.
Marmalade SDK подржава Objective C.
Графика
Marmalade SDK омогућава приступ приказивању графичких могућности мобилних уређаја или помоћу OpenGL ES API директно (подржане су и OpenGL ES 1.x и 2.x) или коришћењем функционалности коју пружа слој Маrmalade Studio. Маrmalade Studio пружа подршку за пуњење и рендеровање графичких ресурса, као што су битмап слике и 3D модели података који би требало да имплементирају корисници ако се користи OpenGL ES директно. Marmalade Studio пружа "извожење" дадотека за употребу са Autodesk 3DS Max и Autodesk Maya да би се омогућили 3D модели и анимације које ће се користити у апликацијама. За подршку старијим уређајима без посебног рендеринг хардвера, обезбеђена је опција софтвера за рендеринг. 9. октобра 2015- године, Marmalade је представио 2D и 3D ауторске алатке.

## Награде
Дана 12. новембра 2015. године Marmalade платформа освојила је "TIGA Games Industry Awards 2015" у категорији за "Best Engines & Middleware, Tools & Tech".